# Bam Cuttayen
Bam Cuttayen, Né le 21 juin 1952 et décédé le 24 juillet 2002 à l'Île Maurice était un interprète et musicien mauricien, figure du Santé engagé (en français, la chanson engagée) et poète militant engagé dans la lutte pour l'identité mauricienne, la justice et l'égalité sociale.

## Biographie
Né le 21 juin 1952 à Quatre-Bornes, Bam Cuttayen observait en poète de la rue le quotidien pesant des mauriciens en essayant de les égayer par ses chansons (Fler Raket, Brin Soleil). Comme dans l'île sœur, La Réunion, les chanteurs mauriciens de l'époque sont très enclins à une nostalgie des temps anciens créoles.
Pendant ses années de militantisme, Bam Cuttayen est proche du Mouvement Militant Mauricien (MMM) fondé en 1969, d'inspiration socialiste et communiste. Sa condition sociale, couturier de profession, le rend sensible à la révolution chinoise et au maoïsme. Le groupe Soley Rouz est directement issu de ce militantisme : le groupe est composé de Bam Cuttayen, des frères Nitish et Ram Joganah, de Rosemay Nelson et Lélou Menwar. Bam Cuttayen a notamment fait connaître aux mauriciens le sort de Victor Jara. 
S'inscrivant dans le sillon de Siven Chinien, auteur du Solda Lalit Militan un an plus tôt, Bam Cuttayen, partant de rythmes de séga, alla chercher les sonorités des harmoniums et des violons typiques de la musique indienne, pour les mêler aux sons d’Afrique et de Maurice. Bam Cuttayen chantait le rassemblement, la solidarité et l'unité dans une île composée de nombreuses ethnies, issue d'une histoire coloniale dont elle conserve les stigmates et des relents de ségrégation, comme en témoigne la mort du musicien Kaya le 21 février 1999.
La musique de Bam Cuttayen bénéficie d'une audience renouvelée depuis la parution en 2005 d'un disque hommage de 15 titres, accompagné d'un livret de 44 pages, édité par le label Takamba (PRMA de La Réunion),.
Bam Cuttayen est décédé le 24 juillet 2002 des suites d'une crise cardiaque.

## Discographie
- Flèr Raket (1980)
- Pei larm kuler (1981)
- Zenfan plus tard (1986)
- Brin soley (1993).
- Parol envolé (2003, posthume)